# Herpsilochmus pileatus
El tiluchí pileado (Herpsilochmus pileatus), también conocido como batará plomizo chico o tiluchí de cabeza negra, es una especie de ave paseriforme de la familia Thamnophilidae perteneciente al numeroso género Herpsilochmus. Es endémico de una pequeña región en la costa oriental de Brasil.

## Distribución y hábitat
Se distribuye en el litoral del estado de Bahía desde el sur de Salvador hasta la región de Trancoso.
Esta especie es poco común y muy local en sus hábitats naturales: los bosques de restinga y bosques costeros de la Mata Atlántica, hasta los 50 m de altitud.

## Estado de conservación
El tiluchí pileado ha sido calificado como «casi amenazado» por la Unión Internacional para la Conservación de la Naturaleza (IUCN) debido a que su pequeña población total, estimada en 4300 a 13 000 individuos maduros, se encuentra confinada en una faja costera relativamente estrecha y dividida en pequeñas subpoblaciones aisladas. Su zona es pequeña y fragmentada e inclusive áreas protegidas se encuentran bajo amenaza. Por lo tanto, se considera que su población esté en rápida decadencia, en línea con la pérdida de hábitat registrada.

## Sistemática

### Descripción original
La especie H. pileatus fue descrita por primera vez por el naturalista alemán Martin Lichtenstein  en 1823 bajo el nombre científico «Myiothera pileata»; la localidad tipo es «Trancoso, Bahía, Brasil».

### Etimología
El nombre genérico masculino «Herpsilochmus» se compone de las palabras del griego «herpō» que significa ‘reptar, arrastrarse’ y «lokhmē» que significa ‘matorral, chaparral’; y el nombre de la especie «pileatus» del latín «pileatus o pileus» que significa ‘con píleo’.

### Taxonomía
Por mucho tiempo fue conocido por lo que actualmente es la especie Radinopsyche sellowi, pero un estudio reciente demostrando que la población del sureste de Bahía era una especie diferente reveló que el nombre pileatus se aplicaba a la nueva forma, de manera que se prefirió dar un nuevo nombre a la especie conocida desde mucho antes y mantener el anterior para la población del sureste de Bahía. Se considera que forma parte de un clado que incluye  H. atricapillus y  H. motacilloides, ambos previamente parte de la presente especie, y también H. parkeri. Es monotípica.